# 埃勒夫靈內斯島
埃勒夫靈內斯島（英語：Ellef Ringnes Island）是加拿大努納武特基吉柯塔魯克地區的島嶼，屬於北極群島、伊麗莎白女王群島和斯維爾德魯普群島的一員，位於北冰洋，面積11,295平方公里，是世界上面積第67大的島嶼，最高點海拔260米。